# Maleinsav
| Maleinsav |                                                       |
| A maleinsav szerkezeti képlete                                                                                  |                                                       |
| |                                                       |
| \| \| \| |                                                       |
| IUPAC-név | Maleinsav                                             |
| Szabályos név                                                                                                   | (Z)-Buténdisav                                        |
| Kémiai azonosítók                                                                                               |                                                       |
| CAS-szám | 110-16-7                                              |
| PubChem | 444266                                                |
| ChemSpider | 392248                                                |
| EINECS-szám | 203-742-5                                             |
| DrugBank | DB04299                                               |
| KEGG | C01384                                                |
| ChEBI | 18300                                                 |
| RTECS szám | OM9625000                                             |
| SMILES | OC(=O)C=CC(=O)O                                       |
| InChI | 1S/C4H4O4/c5-3(6)1-2-4(7)8/h1-2H,(H,5,6)(H,7,8)/b2-1- |
| InChIKey | VZCYOOQTPOCHFL-UPHRSURJSA-N                           |
| Beilstein | 605762                                                |
| Gmelin | 49854                                                 |
| UNII | 91XW058U2C                                            |
| ChEMBL | CHEMBL539648                                          |
| Kémiai és fizikai tulajdonságok                                                                                 |                                                       |
| Kémiai képlet                                                                                                   | C4H4O4                                                |
| Moláris tömeg                                                                                                   | 116,1 g/mol                                           |
| Megjelenés | fehér színű, szilárd                                  |
| Sűrűség | 1,59 g/cm³, (20 °C)                                   |
| Olvadáspont | 135 °C fölött bomlik                                  |
| Forráspont | bomlik                                                |
| Oldhatóság (vízben)                                                                                             | 788 g/l (25 °C)                                       |
| Savasság (pKa)                                                                                                  | pKs1=2,0 pKs2=6,26                                    |
| Veszélyek |                                                       |
| EU osztályozás                                                                                                  | Ártalmas (Xn)                                         |
| R mondatok | R22, R36/37/38                                        |
| S mondatok | (S2), S26, S28, S37                                   |
| Rokon vegyületek                                                                                                |                                                       |
| Rokon dikarbonsavak                                                                                             | Fumársav Borostyánkősav                               |
| Rokon vegyületek                                                                                                | Maleinsav-anhidrid Maleimid                           |
| Ha másként nem jelöljük, az adatok az anyag standardállapotára (100 kPa) és 25 °C-os hőmérsékletre vonatkoznak. |                                                       |
| |                                                       |

A maleinsav egy szerves vegyület, kétértékű karbonsav. Nevét a latin malum (alma) szóból kapta, mert almasav hevítésekor keletkezik.
Kétszeres kötést tartalmaz. A maleinsav molekulájában fellép a cisz-transz izoméria. A maleinsav a cisz-izomer, a párja, a transz-izomer a fumársav. Fehér színű, kristályos vegyület, vízben és etanolban jól oldódik, dietil-éterben kevésbé. A sóit, illetve észtereit maleátoknak nevezik. Ezek nem tévesztendők össze a malátokkal és a malonátokkal.

## Kémiai tulajdonságai
Hevítés hatására vizet veszít és maleinsav-anhidriddé alakul. Ez egy színtelen, kristályos vegyület, amelynek olvadáspontja 53 °C.
Vákuumban ez a reakció 100 °C-on végbemegy. Katalizátor jelenlétében végzett hidrogénezéskor borostyánkősavvá alakul.

## Előfordulása a természetben
A sztereoizomerjével, a fumársavval szemben a természetben nem található meg.

## Előállítása
A maleinsav, illetve anhidridje előállítható a krotonaldehid oxidációjával. Az oxidációt gázfázisban végzik, feleslegben alkalmazott levegővel, 350 °C körüli hőmérsékleten.
A benzol vanádium-pentoxid-katalizátor jelenlétében és magas hőmérsékleten végzett oxidációjakor is maleinsav-anhidrid keletkezik. Az oxidáció során köztes termék az 1,4-benzokinon. A maleinsav-anhidrid hidrolízissel maleinsavvá alakítható.

## Felhasználása
A maleinsavat műgyanták előállítására, illetve zsírok és olajok avasodásának a megakadályozására használják.